# Jindřich Dohnal
Jindřich Dohnal (* 31. Januar 1972 in Ostrava) ist ein ehemaliger tschechischer Fußballspieler.

## Vereinskarriere
Dohnal begann mit dem Fußballspielen im Alter von acht Jahren bei Baník Ostrava. Der Mittelfeldspieler debütierte in der Saison 1991/92 in der ersten Mannschaft und kam zu insgesamt acht Erstligaeinsätzen. Anschließend wechselte Dohnal für ein Jahr zum damaligen Zweitligisten TŽ Třinec, in der Spielzeit 1993/94 stand er bei Ostroj Opava unter Vertrag.
Im Anschluss wurde Dohnal vom Erstligisten Slovan Liberec verpflichtet. Für die Nordböhmen absolvierte er allerdings nur ein Ligaspiel. Im Sommer 1995 kehrte er nach Třinec zurück und wurde beim SK Železárny eine feste Größe. Nach zwei Jahren ging Dohnal zum Ligakonkurrenten FC Vítkovice, in dessen Mannschaft er einen Stammplatz innehatte.
Anfang 1999 wechselte Dohnal zum 1. FC Magdeburg, für den er bis Mai 2000 in 44 Ligaspielen sieben Mal traf. Danach zog es den Tschechen weiter zum SV Meppen, ehe er Anfang 2002 zum FC Vítkovice zurückkehrte. Im Sommer 2004 unterschrieb Dohnal beim tschechischen Drittliganeuling FC Hlučín, mit dem er den Durchmarsch in die 2. Liga feiern konnte. Dort beendete er nach der Spielzeit 2005/06 seine Laufbahn. 